# 索菲娅·柯瓦列夫斯卡娅
索菲娅·瓦西里耶夫娜·柯瓦列夫斯卡娅（俄语：Софья Васильевна Ковалевская，1850年1月15日—1891年2月10日），俄国女数学家。德国格丁根大学哲学博士。曾任瑞典斯德哥尔摩大学教授。在偏微分方程和刚体旋转理论等方面有重要贡献。1888年因解决刚体绕定点旋转问题而获得法兰西科学院鲍廷奖。
她是俄国历史上第一个女性皇家圣彼得堡科学院院士，北欧第一个女教授，也是世界上最早担任科技学术期刊编辑的女性之一。
加拿大作家艾丽斯·芒罗於2009年出版的小說《幸福過了頭》（Too Much Happiness，也譯做「太多幸福」）即是以她為主角。

## 學術研究
- 偏微分方程
- 亞培爾積分（英语：Abelian integral）
- 土星環狀結構[1]
- 剛體旋轉（rotating solid）[2]

## 相關項目
- 柯瓦列夫斯卡娅奖(Sofia Kovalevskaya Award)

世紀女性
- 瑪麗亞·加埃塔納·阿涅西，18世纪義大利數學家、慈善家、哲學家。
- 劳拉·巴斯，18世紀義大利科學家。